# Konrad Friedländer

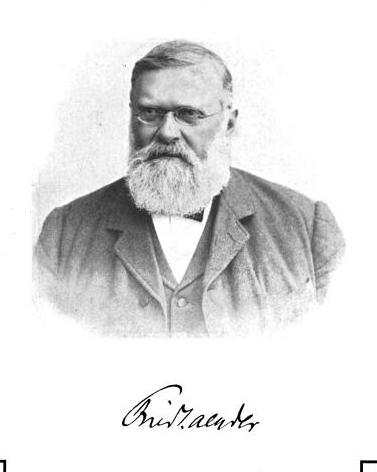
Konrad Friedländer

Konrad Tobias Samuel Eberhard Friedländer (* 8. Dezember 1831 in Dittrichsdorf, Kreis Heilsberg, Ostpreußen; † 25. Mai 1896 in Sisikon) war ein deutscher Gymnasialpädagoge und Turnpionier.

## Leben
Konrad Friedländer stammte aus der ursprünglich jüdischen Kaufmannsfamilie Friedländer. David Friedländer war sein Großonkel. Sein Vater hatte das Rittergut Dittrichsdorf erworben. Er erhielt seine Schulbildung auf dem Altstädtischen Gymnasium in Königsberg und studierte ab 1850 Philologie und Geschichte an der Albertus-Universität Königsberg. 1855 bestand er das Examen pro facultate docendi; im selben Jahr wurde er mit einer Dissertation über Kaiser Friedrich II. zum Dr. phil. promoviert. Seine erste Stelle als Lehrer erhielt er an der städtischen Realschule I. Ordnung (Realgymnasium) in Elbing unter dem Direktor Friedrich Kreyßig, wo er Geschichte, Geographie, Deutsch und Latein unterrichtete. Schon früh ein Anhänger der Turnbewegung, übernahm er 1861 auch die Erteilung des Turnunterrichtes. 1864 erfolgte seine Ernennung zum Oberlehrer.
1869 wurde er zum Direktor der Bürgerschule nach Leipzig berufen und erhielt dort vom Rat der Stadt den Auftrag, höhere Bürgerschulen für Jungen und Mädchen einzurichten. Es wurde seinen Vorschlägen entsprechend Ostern 1872 eine höhere Bürgerschule für Knaben und Michaelis desselben Jahres eine höhere Mädchenschule eröffnet. Beide Schulen blieben unter seiner Leitung, während er von dem Direktorat der ersten Bürgerschule Michaelis 1872 zurücktrat.
Im Oktober 1872 wechselte er nach Hamburg als Direktor der Realschule des Johanneums. Am 3. Januar 1873 trat er sein neues Amt als Nachfolger von Carl Bertheau dem Älteren an. Friedländer sorgte für den Ausbau der bis dahin fehlenden Oberklassen. Ostern 1873 eröffnete er die Prima mit 3 Schülern. Als die Schule, seit 1883 Realgymnasium des Johanneums genannt, 1884 ihr 50-jähriges Bestehen feierte, konnte sie das neue Schuljahr schon mit 53 Primanern beginnen. Am Ende seiner Amtszeit 1895 hatte er 266 Abiturienten entlassen können. Er setzte sich vehement für die Gleichberechtigung des Realgymnasiums mit dem humanistischen Gymnasium ein und forderte den Zugang zu Studienfächern wie Medizin. In seine Amtszeit fällt 1876 der Auszug der Schule aus dem gemeinsamen Gebäude mit der Gelehrtenschule am Speersort in die Gewerbeschule vor dem Steintor (heute: Museum für Kunst und Gewerbe).
Neben seinem Amt als Schulleiter war Friedländer vielfältig engagiert, so im Allgemeinen deutschen Realschulmännerverein, in seiner Freimaurer-Loge Zur Brudertreue an der Elbe, im Verein für Hamburgische Geschichte, in der Geographischen Gesellschaft, im deutschen Schulverein, als Verwalter des Stipendienfonds des Testaments von Joachim Jungius sowie in der Verwaltung des Hamburger Paulsenstiftes (Charlotte-Paulsen-Gymnasium). Er war bürgerliches Mitglied der Hamburger Oberschulbehörde (heute Behörde für Schule und Berufsbildung).
Seit 1859 war Konrad Friedländer verheiratet mit Emma Aurora Mathilde, geb. Becker. Zu den Kindern des Paares zählte der Germanist Ernst Friedländer (1878–1957).
Nach kurzem Ruhestand starb Konrad Friedländer am 25. Mai 1896 auf einer Reise in der Schweiz beim Besuch der Tellsplatte am Vierwaldstättersee.

### Turnbewegung
Friedländer war schon als Student ein begeisterter Anhänger der Turnbewegung. In Elbing war er nicht nur Lehrer, sondern setzte sich auch sehr stark für das Turnwesen und das Schulturnen ein. 1859 wurde unter seiner Mitwirkung der Elbinger Männerturnverein gegründet. 1861 organisierte er das erste Provinzialturnfest in Elbing. Er war Mitgründer des preußischen Provinzial-Turnverbands, der Ostpreußen und Westpreußen nebst dem Bromberger Bezirk umfasste. Im „Ausschuß“, der obersten Vertretung der Deutschen Turnerschaft, war er bis 1874 stellvertretender Vorsitzender unter Theodor Georgii.

## Gedenken

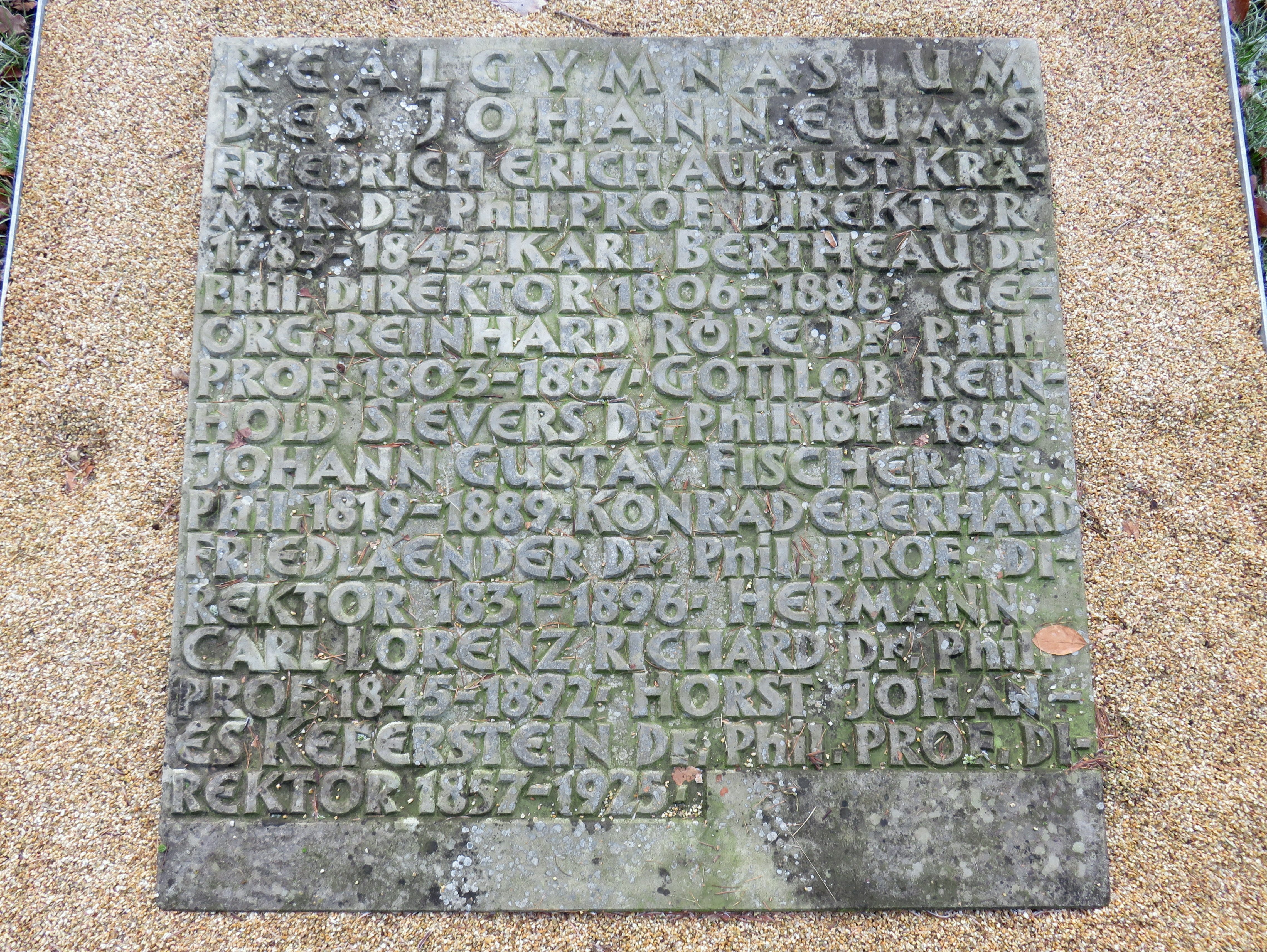
„Konrad Eberhard Friedländer Dr. Phil. Direktor“, Sammelgrab Realgymnasium des Johanneums, Friedhof Ohlsdorf

Auf dem Ohlsdorfer Friedhof wird auf der Sammelgrabplatte Realgymnasium des Johanneums des Althamburgischen Gedächtnisfriedhofs unter anderem an Konrad Friedländer erinnert.

## Werke
- De Friderici Secundi imperatoris bellis Lombardicis, quae per duodecim postremos imperii sui annos gessit ab anno 1239 usque ad annum 1250. Diss. 1855
- Das Ende der Kämpfe Kaiser Friedrichs II. in Oberitalien. 1-2 Schulprogramm Elbing 1857-1858
- Die Erwerbung Böhmens für die Luxemburger. Elbing 1861
- Vorschläge zur Organisation des Turnens an den preußischen Schulen besonders mit Rücksicht auf die Vorbildung zum Militärdienst. 1867
- Der Turnunterricht an der Elbinger Realschule. 1868
- (mit Emil Müttrich): Merkbüchlein zum Geräteturnen für Vorturner. 2. Auflage 1871
- Die Errichtung höherer Bürgerschulen für Knaben und Mädchen. 1871
- Höhere Bürgerschule für Knaben, Bericht über deren ersten Jahre. 1873
- Antrittsrede als Direktor. Hamburg 1873
- Über die Reformbestrebungen auf dem Gebiete des höheren Schulwesens für die männliche Jugend in Deutschland. 1874
- Zur Geschichte der Hamburgischen Bildung in der ersten Hälfte des 17. Jahrhunderts. 1. Teil Hamburg 1876
- (mit Wilhelm Bahnson) Beiträge zur Geschichte der Schule. Festschrift zum Einzuge. Hamburg 1876 Digitalisat
- Die Zulassung der Realschulabiturienten zum Studium der Medizin im Anschluss an das Votum der Kommission zur Begutachtung der Ärztlichen Prüfungsvorschriften. Hamburg: 1878
- Das Testament des Dr. Joachim Jungius, seine Verwaltung und seine Stipendiaten : zum 22. Oktober 1887. Hamburg: Herold 1887 Digitalisat
- Ansprachen, gehalten bei der Entlassung von Abiturienten oder bei sonstigen Schulfeiern. Hamburg 1894
- Grundriß der Weltgeschichte: für den Unterricht in den Oberklassen höherer Schulen. Leipzig: Voigtländer 1893-1894
- Verzeichnis sämtlicher Schüler, welche von Ostern 1875 bis Michaelis 1895 an dem Realgymnasium, früher Realschule I. O., des Johanneums das Zeugnis der Reife erhalten haben. Hinzugefügt ist die Angabe, in welcher Stellung sich die hier verzeichneten ehemaligen Schüler gegenwärtig befinden. Hamburg 1896 Digitalisat